# Celso Ortiz
Celso Fabian Ortiz Gamarra (Assunção, 26 de Janeiro de 1989) é um futebolista paraguaio. Atualmente defende o Pachuca.

## Carreira
Em 26 de agosto de 2009, o AZ Alkmaar garantiu os serviços do meia de futebol paraguaio. O clube holandês assinou com ele Cerro Porteño em um contrato de cinco anos. Ortiz entrou para o AZ em janeiro de 2010. Em 6 de junho de 2016, o técnico do Monterrey Antonio Mohamed anunciou que Ortiz seria seu primeiro contratado antes do Apertura 2016.